# Orbitrap
Orbitrap（オービトラップ）とは質量分析計に使用されるイオントラップの形式。

## 概要
Orbitrap型イオントラップは電場型のイオントラップで2005年に開発され、質量分離部は中心軸を備えた紡錘形の電極を備えており、捕捉された荷電粒子が中心の電極の周囲で回転運動を行う。荷電粒子の回転運動は高速フーリエ変換によって解析され、マススペクトルが取得される。
イオン源には大気圧化学イオン化 (APCI)、エレクトロスプレーイオン化 (ESI)、大気圧光イオン化 (APPI)、ナノスプレー、マトリックス支援レーザー脱離イオン化法 (MALDI)が利用可能で、イオン源で生成された荷電粒子はイオンガイドを通過後、イオンの運動エネルギーを均一化するためにコリジョンガスが導入されているリニアイオントラップに蓄積され、運動エネルギーが均一化された荷電粒子は、Orbitrapへの高エネルギー荷電粒子の流れを防止するためのC-Trapと呼ばれる偏向電極からOrbitrapに入射される。

## 用途
- 代謝物の構造解析
- 不純物解析
- 低分子化合物の構造決定
- 微量成分の同定

## 特徴
- 磁場型フーリエ変換イオンサイクロトロン共鳴質量分析計と比較して超電導磁石が不要[2]
- 小型化が可能[2]
- メンテナンスが容易[2]
- 最高分解能は磁場型よりも劣る[2]